# Tourisme en Chine

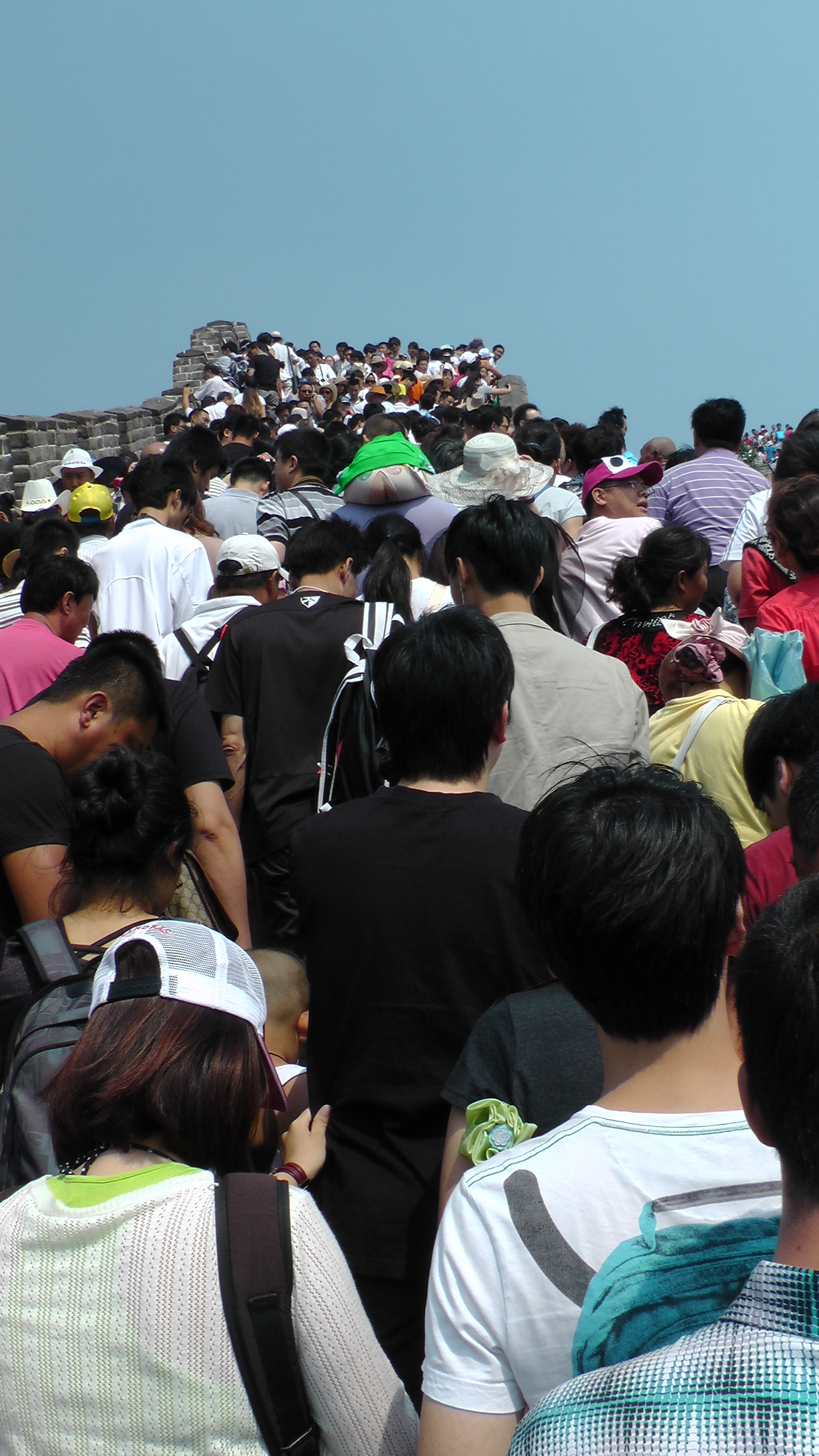
Une foule de touristes sur la Grande Muraille de Chine.

Le tourisme en Chine est devenu une activité importante pour le pays. Il s'est largement développé au cours de la deuxième moitié du XXe siècle, plus précisément depuis la réforme économique chinoise. En 2011, le pays était en effet la troisième destination touristique mondiale, derrière les États-Unis et la France, et juste devant l'Espagne. En 2010, la Chine a accueilli près de 56 millions de touristes étrangers.

## Histoire
Le tourisme en Chine n'est pas une simple transposition des pratiques touristiques occidentales de l'époque contemporaine. Le tourisme était notamment une pratique habituelle des lettrés chinois aux XVe siècle et XVIe siècle. La ville de Yangshuo dans le Guangxi fait par exemple l'objet de visites pour ainsi dire touristiques depuis des siècles.
Le tourisme domestique est particulièrement important en Chine en regard du tourisme international. Selon le géographe Benjamin Taunay, cette montée en puissance du tourisme domestique est restée méconnue dans la littérature scientifique occidentale jusque dans les années 2000. Timothy Leicester affirme en 2008 que « La croissance fulgurante du tourisme chinois au cours des vingt dernières années est une des transformations majeures du paysage touristique mondial. »
Le tourisme est très utilisé par le pouvoir pour promouvoir le récit historique national. Dans les années 1980, une politique publique nationale a mené à la création sur tout le territoire de villages folkloriques tenant à la fois du musée ethnographique et du parc d'attractions.
Pour autant, le tourisme en Chine participe également de la mondialisation des pratiques touristiques. Le tourisme balnéaire et la fréquentation des plages sont ainsi des nouveautés d'inspiration étrangère.

## Principaux points d'entrée et formalités
La plupart des touristes arrivant en Chine continentale ont besoin d'un visa. Suivant la destination et la nationalité, une entrée sans visa est possible pour 24, 48, 72 ou encore 144 heures pour les voyageurs en transit.

### Air

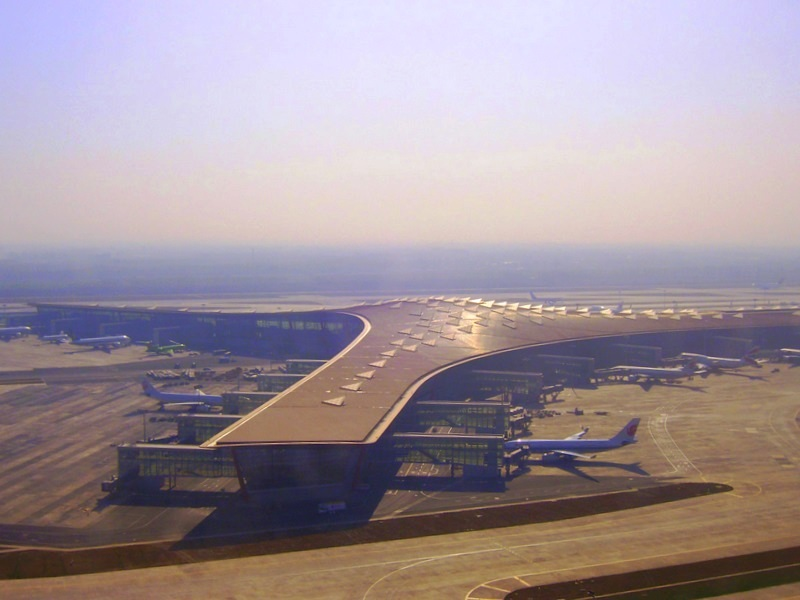
L'aéroport international de Pékin-Capitale est le plus fréquenté de Chine.

- Aéroport international de Canton-Baiyun (CAN)
- Aéroport international de Pékin-Capitale (PEK)
- Aéroport international de Shanghai-Pudong (PVG)
- Aéroport international de Shenzhen Bao'an  (SZX)

### Terre
- Gare de Hong Kong-West Kowloon
- Lok Ma Chau

## Tourisme

### Tourisme culturel
- Grande Muraille
- Hongcun

#### Canton
- Cathédrale du Sacré-Cœur de Canton
- Mosquée Huaisheng
- Musée du Guangdong
- Tour de télévision et de tourisme de Canton

#### Chuansha
- Shanghai Disney Resort

#### Hangzhou
- Cathédrale de l'Immaculée-Conception de Hangzhou

#### Harbin
- Festival de sculptures sur glace et de neige de Harbin

#### Pékin
- Cité interdite
- Mausolée de Mao Zedong
- Palais d'Été
- Place Tian'anmen
- Temple de Confucius de Pékin
- Temple du Ciel
- Temple Zhenjue
- Musée du Parti communiste chinois

#### Qingdao
- Cathédrale Saint-Michel de Qingdao
- Temple de Zhanshan
- Tour de télévision de Qingdao

#### Shanghai
- Basilique de She Shan
- Centre d'exposition de la planification urbaine de Shanghai
- Musée de Shanghai
- Opéra de Shanghai
- Temple de Jing'an
- Temple du Bouddha de jade
- Temple du dieu de la ville
- Tour Shanghai

#### Shenyang
- Musée historique du 18 septembre
- Musée provincial du Liaoning

#### Shenzhen
- Musée de Shenzhen
- Musée des beaux-arts de Shenzhen

#### Tianjin
- Cathédrale Saint-Joseph de Tianjin
- Église Notre-Dame-des-Victoires
- Musées de Tianjin
- Tour de radio-télédiffusion de Tianjin

#### Wuhan
- Église Saint-Alexandre-Nevski
- Musée provincial du Hubei
- Temple Guiyuan
- Tour de la grue jaune
- Université de Wuhan

### Tourisme naturel
- Trois fleuves parallèles au Yunnan

#### Baies
- Baie de Yalong

#### Chutes
- Chutes Detian
- Chutes Huangguoshu
- Chutes Hukou
- Chutes Jiulongji

#### Grottes
- Grottes de Longmen
- Grottes de Mogao

#### Lacs
- Lac de l'Ouest
- Lac Karakul
- Lac Qinghai
- Lac Tai

#### Monts
- Mont Emei
- Mont Lu
- Mont Pan
- Mont Sanqing
- Mont Wutai
- Monts Wuyi

#### Parcs nationaux
- Parc national du Pota tso

### Tourisme balnéaire
Le littoral de la Chine continentale s’étend sur environ 18 000 km.
- Beidaihe
- Beihai
- Gulangyu
- Sanya (Hainan)
- Xiamen

### Tourisme sportif

#### Snooker
Plusieurs grands tournois de snooker du circuit WPBSA se déroulent en Chine durant une saison.
- Masters de Shanghai de snooker
- Open d'Haining de snooker
- Open de Chine de snooker
- Wuxi Classic

#### Tennis
Plusieurs grands tournois de tennis du circuit ATP Tour ou WTA Tour ont lieu en Chine durant une saison.
- Tournoi de tennis d'Anning
- Tournoi de tennis de Canton
- Tournoi de tennis de Chine
- Tournoi de tennis de Nanchang
- Tournoi de tennis de Shanghai
- Tournoi de tennis de Shenzhen
- Tournoi de tennis de Tianjin
- Tournoi de tennis de Wuhan
- Tournoi de tennis de Zhengzhou
- Tournoi de tennis des championnes

## Tourisme culturel et patrimonial par région
- Huanglong
- Tourisme dans la région autonome du Tibet
- Tourisme à Shenzhen
- Vallée de Jiuzhaigou
- Wulingyuan

### en anglais
- AAAAA Tourist Attractions of China
- List of tourism-related institutions in China
- List of tourist attractions in China